# Violka slatinná
Violka slatinná (Viola stagnina, syn.: Viola persicifolia) je vytrvalá bylina z čeledi violkovité (Violaceae). Dorůstá výšky cca nejčastěji 12–20 cm. Oddenek je krátký, přímý až šikmý. Listy jsou jednoduché, čepele listů na bázi uťaté, jsou kopinaté až úzce trojúhelníkovité, na okraji vroubkovaně pilovité. Lodyha se vytváří, přízemní růžice listů chybí. Na bázi listů jsou palisty, které jsou úzce kopinaté až úzce eliptické na okraji celokrajné či až hrubě zubaté, brvité nebo nikoliv. Na květní stopce jsou v horní třetině 2 listénce. Květy jsou nevonné. Přívěsky kališních lístků jsou špičaté, až 7 mm dlouhé. Korunní lístky jsou dosti světlé, smetanové s fialovými žilkami, vzácněji nafialovělé, ostruha bývá nazelenalá. Kvete od května do července. Plodem je tobolka.

## Rozšíření ve světě
Roste v Evropě, ve Středomoří a na Balkáně většinou chybí, na sever je rozšířena až po jižní Skandinávii, na východ až po střední Sibiř.

## Rozšíření v Česku
V ČR se vyskytuje roztroušeně, hlavně v nížinách, místy i výše v rybničnatých pánvích, většinou do 400 m n. m. Najdeme ji v bezkolencových loukách svazu Molinion, v kontinentálních zapavovaných loukách svazu Cnidion venosi, někdy i v lemech a na světlinách tvrdých luhů. Je to silně ohrožený (C2) druh flóry ČR.